# Complexe meetkunde
In de complexe functietheorie en de algebraïsche meetkunde, deelgebieden van de wiskunde, is de complexe meetkunde de studie van complexe variëteiten en functies van meer complexe variabelen. Toepassing van transcendentale methoden in de algebraïsche meetkunde valt in deze categorie, net als de meer meetkundige hoofdstukken van de complexe functietheorie.
- D Huybrechts, Complex Geometry: An Introduction, 2005. ISBN 3540212906